# 法華宗真門流
法華宗真門流（ほっけしゅうしんもんりゅう）は、日蓮を高祖とし、日真を派祖とする、日蓮門下の一派である。

## 高祖
- 日蓮

## 門流開祖
- 日真

## 総本山
- 本隆寺（京都府）

## 概要
日真は妙顕寺（京都府）日具を師として修学したが、法華経について論争があり、日真は「寿量品正意論」を提唱し、妙顕寺を出て本隆寺（京都府）を建立し、日真門流を興す。福井県下に三本山を有する。
福井三本山
- 鯖江市妙法蓮華経山平等会寺（塔頭常在院、真行院あり）
- 越前市智光山本興寺（塔頭顕正院、勇猛院、実教院、行運院、本寿院あり）
- 小浜市恵光山本境寺

### 教区
四つの教区に区分している。
- 第一教区（京都府、大阪府、奈良県、和歌山県、愛知県、静岡県、東京都の寺院）
- 第二教区（福井県、石川県の寺院）
- 第三教区（兵庫県、岡山県、広島県、山口県、香川県、高知県の寺院）
- 第四教区（北海道の寺院）

## 沿革
- 1488年（長享2年）に日真は本隆寺（京都府）を建立する。
- 1872年（明治5年）に一宗一管長制により、日真門流は日蓮門下の諸門流と連合する。
- 1874年（明治7年）に日真門流は勝劣派に属する。
- 1876年（明治9年）に管長設置により、日真門流は本隆寺派と公称し、勝劣派は解体する。
- 1898年（明治31年）に本隆寺派は本妙法華宗と改称する。
- 1941年（昭和16年）に宗教団体法により、本妙法華宗と本門法華宗と法華宗が合同し、法華宗と公称する。
- 1951年（昭和26年）に法華宗から独立し、法華宗真門流と公称する。